# James Compton (5e comte de Northampton)
James Compton, 5e comte de Northampton (2 mai 1687 - 3 octobre 1754), connu sous le nom de Lord Compton de 1687 à 1727, est un pair et un homme politique britannique. 

## Biographie
Il est le fils aîné de George Compton, et de son épouse Jane Fox. Il fait ses études au collège d'Eton et voyage sur le continent de 1707 à 1709. 
Il est élu à la Chambre des communes pour le Warwickshire en 1710, poste qu'il occupe jusqu'à l'année suivante, date à laquelle il est convoqué à la Chambre des lords en vertu d'un décret d'accélération du titre junior de son père, baron Compton. Il succède à son père en 1727 et à son oncle, Spencer Compton, en 1743. De ce dernier, il hérite de Compton Place à Eastbourne. 
Il épouse Elizabeth Shirley, 14e baronne Ferrers de Chartley en 1716. Il n'a pas de fils et est remplacé à la baronnie de Compton, par sa fille Lady Charlotte Compton (en), qui succède à sa mère à la baronnie Ferrers de Chartley. Le comté est transmis à son frère cadet, George. 